# Pink Is Good
Pink Is Good è una compilation pubblicata il 24 settembre 2013 da Sony Music. Il ricavato è stato devoluto alla Fondazione Umberto Veronesi per finanziare la lotta contro il tumore al seno. All'iniziativa hanno aderito grandi voci del panorama femminile italiano e internazionale.

## Tracce
1. Alicia Keys – Girl on Fire – 3:44
2. Giorgia – Vivi davvero – 4:26
3. Christina Aguilera – Beautiful – 4:01
4. Whitney Houston – I'm Every Woman – 4:44
5. Fiona Apple – Across the Universe – 3:42
6. Sara Bareilles – Love Song – 4:18
7. Alessandra Amoroso – Prenditi cura di me – 3:41
8. Jennifer Hudson – Feeling Good – 2:16
9. Des'ree – You Gotta Be – 4:06
10. Fiorella Mannoia – Ho imparato a sognare – 4:10
11. Jennifer Lopez – If You Had My Love – 4:25
12. Noemi – Sono solo parole – 3:37
13. Patti Smith – Frederick – 3:01
14. Francesca Michielin – Sola – 4:00
15. Arianna – Uomo fantasma (feat. Juanes) – 3:27
16. Carole King – (You Make Me Feel Like) A Natural Woman – 3:47

Durata totale: 61:25